# Rally de Indonesia
El Rally de Indonesia es una carrera de rally que se disputa anualmente en tramos de tierra en Indonesia desde el año 1986. Es uno de los principales eventos automovilísticos del país. Fue concebida como una carrera internacional: las ediciones 1994 y 1994 fue fecha candidata al Campeonato Mundial de Rally y fecha puntuable de ese certamen en 1996 y 1997. La edición 1998 también lo iba a ser pero fue cancelada debido a disturbios civiles en el país, y en 1999 tampoco se disputó. Se volvió a organizar en 2000 como carrera del campeonato nacional y a partir de 2005, es puntuable para el Campeonato Asia-Pacífico de Rally. La edición 2010 fue cancelada.

## Características
Al estar tan cerca del ecuador, suponía una dura prueba para los pilotos que tenían que competir con temperaturas extremas y altos niveles de humedad. En palabras del propio Kankkunen: "estar dentro del vehículo era como estar en una sauna". El trazado de la prueba era de tierra y se embarraba rápidamente ya que era fácil que lloviese, lo que suponía todo un reto la elección de los neumáticos y no quedarse atrapado en el barro.

## Resultados en 1996 y 1997
Aunque ya existían pruebas sobre el continente asiático (Australia y Nueva Zelanda) puntuables para campeonato del mundo, la FIA decidió incluir en 1996 el Rally de Indonesia. La prueba era distinta por sus características, se disputaba sobre un piso rojizo y embarrado, muy resbaladizo, entre plantaciones de bananos y con una alta humedad y calor. A pesar de que los aficionados locales respondieron muy bien, los patrocinadores (principalmente multinacionales) pagaron la cuenta de la carrera tres años, y luego la prueba desapareció y volvió a ser puntuable para el campeonato de Asia-Pacífico.

### 1996
- 1º Carlos Sainz / Luis Moya - Ford Escort
- 2º Piero Liatti / Fabrizia Pons - Subaru Impreza
- 3º Juha Kankkunen / Nicky Grist - Toyota Celica

### 1997
- 1º Carlos Sainz / Luis Moya - Ford Escort
- 2º Juha Kankkunen / Juha Repo - Ford Escort
- 3º Kenneth Eriksson / Staffan Parmander - Subaru Impreza

## Palmarés
| Año                          | Edición                                         | Piloto             | Copiloto          | Automóvil                  | Series    |           |
| ---------------------------- | ----------------------------------------------- | ------------------ | ----------------- | -------------------------- | --------- | --------- |
| 1986                         | 11th Rally Indonesia / Trans Sumatra Rally      | Beng Soeswanto     | Adiguna Sutowo    | Ford TX 3                  |           |           |
| 1987                         | 12th Rally Indonesia                            | John Bosch         | Kevin Gourmley    | Audi Quattro               |           |           |
| 1988                         | 13th Rally Indonesia                            | Beng Soeswanto     | Adiguna Sutowo    | Mitsubishi Lancer          |           |           |
| 1989                         | 14th Rally Indonesia                            | Ross Dunkerton     | Mej Zainuddin     | Mitsubishi Galant          |           |           |
| 1990                         | 15th Rally Indonesia                            | Kenjiro Shinouzuka | Bandera de ?      | Mitsubishi Galant          |           |           |
| 1991                         | 16th Bank Utama Rally Indonesia                 | Ross Dunkerton     | Fred Gocentas     | Mitsubishi Galant VR-4     |           |           |
| 1992                         | 17th Bentoel Rally Indonesia                    | Ross Dunkerton     | Fred Gocentas     | Mitsubishi Galant VR-4     |           |           |
| 1993                         | 18th Bank Utama Rally Indonesia                 | Possum Bourne      | Rodger Freeth     | Subaru Legacy RS           |           |           |
| 1994                         | 19th Bank Utama Rally Indonesia                 | Kenneth Eriksson   | Staffan Parmander | Mitsubishi Lancer Evo II   |           |           |
| 1995                         | 20th Bank Utama Rally Indonesia                 | Colin McRae        | Derek Ringer      | Subaru Impreza 555         |           |           |
| 1996                         | 21th Bank Utama Rally Indonesia                 | Carlos Sainz       | Luis Moya         | Ford Escort RS Cosworth    | WRC       |           |
| 1997                         | 22nd Rally Indonesia                            | Carlos Sainz       | Luis Moya         | Ford Escort WRC            | WRC       |           |
| En 1998 y 1999 no se celebró |                                                 |                    |                   |                            |           |           |
| 2000                         | 23rd Gudang Garam Rally Indonesia               | Karamjit Singh     | Allen Oh          | Proton Pert                |           |           |
| 2001                         | 24th Gudang Garam Rally Indonesia               | Naren Kumar        | Dorairaj Ramkumar | Honda Civic                |           |           |
| 2002                         | 25th Gudang Garam International Rally Indonesia | Rifat Sungkar      | Mohamad Herkusuma | Mitsubishi Lancer Evo IV   |           |           |
| 2003                         | 26th Gudang Garam International Rally Indonesia | Rifat Sungkar      | Karel Hailatu     | Mitsubishi Lancer Evo IV   |           |           |
| 2004                         | 27th Gudang Garam International Rally Indonesia | Hery Agung         | Hade Mboi         | Mitsubishi Lancer Evo VI   |           |           |
| 2005                         | 28th Gudang Garam International Rally Indonesia | Jussi Välimäki     | Jarkko Kalliolepo | Mitsubishi Lancer Evo VIII | APRC      |           |
| 2006                         | 29th Gudang Garam International Rally Indonesia | Toshihiro Arai     | Tony Sircombe     | Subaru Impreza             | APRC      |           |
| 2007                         | 30th Gudang Garam International Rally Indonesia | Jussi Välimäki     | Jarkko Kalliolepo | Mitsubishi Lancer Evo IX   | APRC      |           |
| 2008                         | 31th Gudang Garam International Rally Indonesia | Gaurev Gill        | Jagder Singh      | Mitsubishi Lancer Evo IX   | APRC      |           |
| 2009                         | 32th Gudang Garam International Rally Indonesia | Cody Crocker       | Ben Atkinson      | Subaru Impreza STi N14     | APRC      |           |
| 2010                         | 33rd Rally Indonesia                            | Cancelado          | Cancelado         | Cancelado                  | Cancelado | Cancelado |
| 2013                         | Rally Indonesia                                 | Sungkar Rizal      | Fasa Endrue       | Mitsubishi Lancer Evo X    |           |           |